# Solar Films
 (novembre 2023).
Si vous disposez d'ouvrages ou d'articles de référence ou si vous connaissez des sites web de qualité traitant du thème abordé ici, merci de compléter l'article en donnant les références utiles à sa vérifiabilité et en les liant à la section « Notes et références ».
Solar Films Inc. Oy est une des principales entreprises de production cinématographique de Finlande. Elle est basée à Helsinki dans le district de Lauttasaari. Elle a produit depuis sa création en 1993 plusieurs films ayant rencontré un grand succès dans le pays, en particulier Levottomat. Elle a été engagée dans la production de Dark Floors avec en vedette le groupe Lordi et dans la production du film Imaginaerum du groupe Nightwish. D'un budget de quatre millions d'euros, record historique pour un film d'horreur finlandais, Dark Floors a été distribué dans le monde entier.
Parmi les cinquante films produits pour le cinéma et la télévision, vingt-trois ont remporté un prix national finlandais, et cinq ont eu un succès mondial. On remarque par exemple la montée des marches de Cannes en 2007 de Lordi.
Souvent associé au drame, avec par exemple Levottomat ou Tummien perhosten koti, la Solar Films Inc. a aussi produit et distribué plusieurs courts et longs métrages d'horreur comme Dark Floors. Le cinéma de genre est en développement en Finlande, jusqu'alors rejeté par le public.
La TeMe ((en) : The Theatre and Media Employees in Finland), une organisation culturelle syndicale finlandaise, leur a récemment attribué une mention spéciale. D'après ce syndicat, Solar Films Inc. est l'une des meilleures compagnie de production. Les employés qualifiés, les salaires élevés, l'atmosphère de sécurité et le respect des normes nationales lui ont valu ce prix.

## Production
| - 1993 : Gladiaattorit (TV) - 1994 : Vintiöt (TV) - 1994 : Esa ja Vesa - 1997 : Kummeli kultakuume - 1999 : Näin tehtiin Häjyt (TV) - 1999 : Muodollisesti pätevä (TV) - 1999 : Häjyt - 1999 : Ihana mies (TV) - 1999 : Jussi Gaala 1999 (TV) - 1999 : Bioterror - 1999 : Äkkiä Anttolassa (TV) - 1999 : Talossa on Saatana - 2000 : Mustan kissan kuja (TV) - 2000 : Kirjava silta (TV) - 2000 : Levottomat - 2000 : Kylmäverisesti sinun (TV) - 2000 : Lomalla - 2001 : Making of 'Minä ja Morrison' (TV) - 2001 : Minä ja Morrison - 2001 : Jussi Gaala - 2002 : Liekki (TV) - 2003 : Pahat pojat - 2003 : Haluatko filmitähdeksi (TV) - 2003 : Kaunis mies (TV) | - 2003 : Irtiottoja (TV) - 2004 : Näin tehtiin Levottomat 3 (TV) - 2004 : Levottomat 3 - 2004 : Rikas mies (TV) - 2004 : Miljonääri-Jussi (TV) - 2004 : MT3 Live: Kiitoksen paikka-konsertti (TV) - 2004 : Poplärmusik från Vittula - 2004 : Vares - Yksityisetsivä - 2005 : Paha maa - 2005 : Mallikoulu 2005 (TV) - 2005 : Stràkarnir okkar - 2006 : Suurin pudottaja (TV) - 2006 : Matti - 2006 : Studio Impossible (TV) - 2006 : Valkoinen kaupunki - 2006 : Jussi Gaala 2006 (TV) - 2006 : Teräsvilla metalliarmeija (TV) - 2006 : Arppa vaan (TV) - 2006 : Tikkurila-Trilogia (TV) - 2006 : Kirkkaalta taivaalta (TV) - 2006 : Pokerimestari 2006 (TV) - 2007 : V2 - Jäätynyt enkeli - 2007 : Astrópía - 2008 : Tummien perhosten koti - 2008 : Dark Floors - 2012 : Imaginaerum |